# Joakim Frederik Schouw
Joakim Frederik (ou Joachimus Fredericus) Schouw (ou Schow) est un botaniste danois, né en 1789 à Copenhague et mort en 1852.
C'est le premier à proposer le suffixe -etum pour désigner une association végétale, suffixe encore utilisé dans la nomenclature phytosociologique actuelle.
Il étudie à l’université de Copenhague et devient professeur de botanique en 1821. Il est notamment l’auteur de :
- Grundtroek til en almindelig Plantegeographie (Copenhague, 1822, traduit en allemand en 1823).
- Plantegeographisk Atlas (Copenhague, 1824).
- Skildring af Vejrligets Tilstand i Danmark (Copenhague, 1826).
- Specimen geographiae physicae comparativae (Copenhague, 1828).
- Tableau du climat et de la végétation de l'Italie, résultat de deux voyages en ce pays, dans les années 1817-1819 et 1829-1830 (Copenhague, deux volumes, 1839).